# K3/4次列车
K3/4次列车，是中国铁路运行于中华人民共和国首都北京至俄罗斯联邦首都莫斯科的一趟国际联运快速列车。自1959年6月4日起开行，现由中国铁路北京局集团有限公司北京客运段国际联运车队负责客运任务。列车使用中国制造的中国铁路25G型客车，穿越丰沙铁路、京包铁路、集二铁路、蒙古縱貫鐵路及西伯利亚铁路，途经中国、蒙古、俄罗斯三国，运行横贯欧亚大陆，全程7818公里，是中国铁路开行里程最长的旅客列车。其中，北京至莫斯科每星期三在北京站发车，每星期四经由乌兰巴托站，于星期一抵达莫斯科雅罗斯拉夫尔站，运行131小时31分，使用车次为K3次（中国境内）、003次（蒙古国境内）、003З次（俄罗斯境内）；莫斯科至北京每星期二在莫斯科雅罗斯拉夫尔站发车，每星期日经由乌兰巴托站，于星期一抵达北京站，运行129小时50分，使用车次为004З次（俄罗斯境内）、004次（蒙古国境内）、K4次（中国境内）。列车由1960年至2020年共不间断行程5000多万公里，往返行走的里程相当于绕地球1200多圈，安全运送来自100多个国家的200多万名旅客，被誉为“中华第一车”。

## 历史

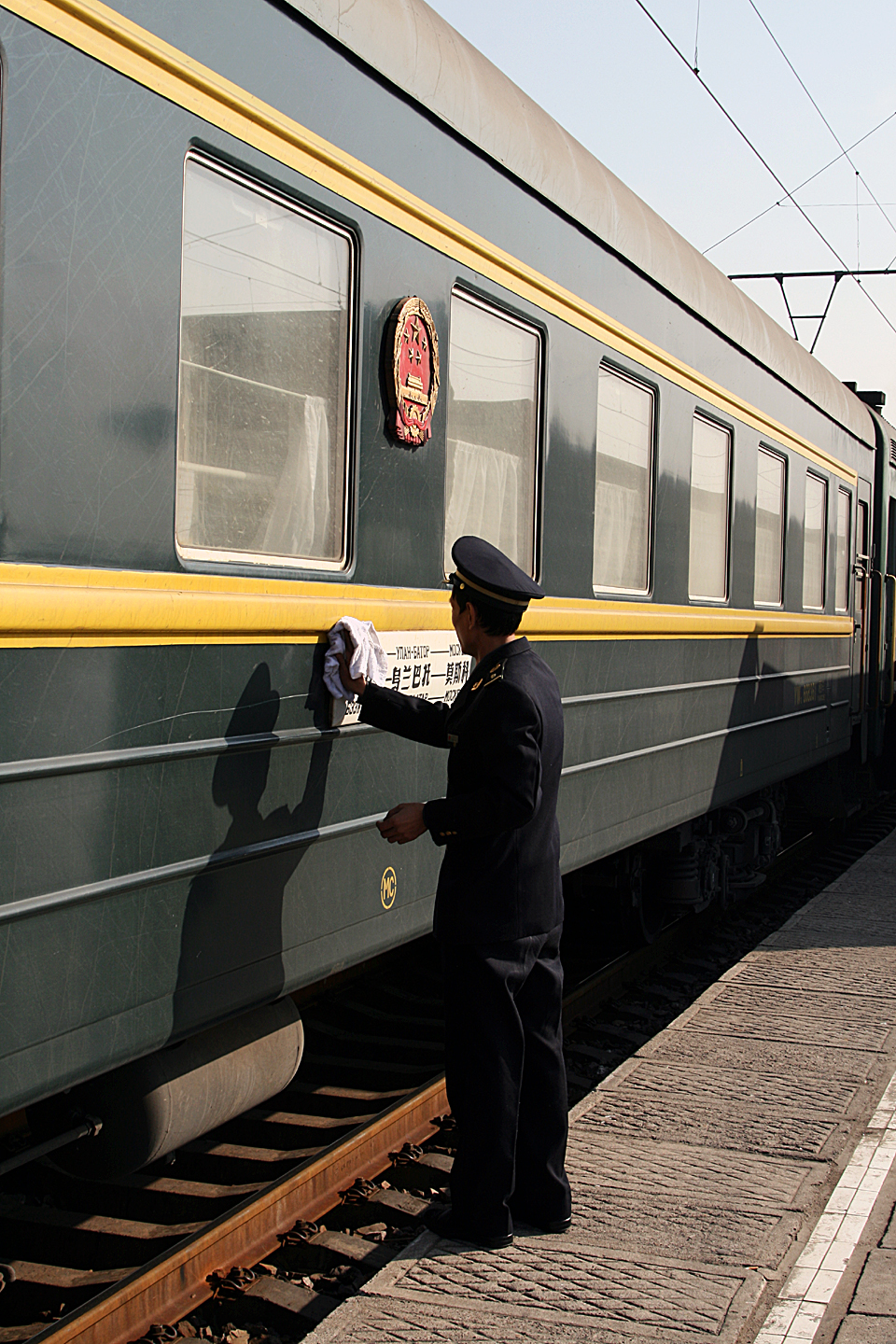
K3/4次列车是中国铁路最早开行的国际联运列车

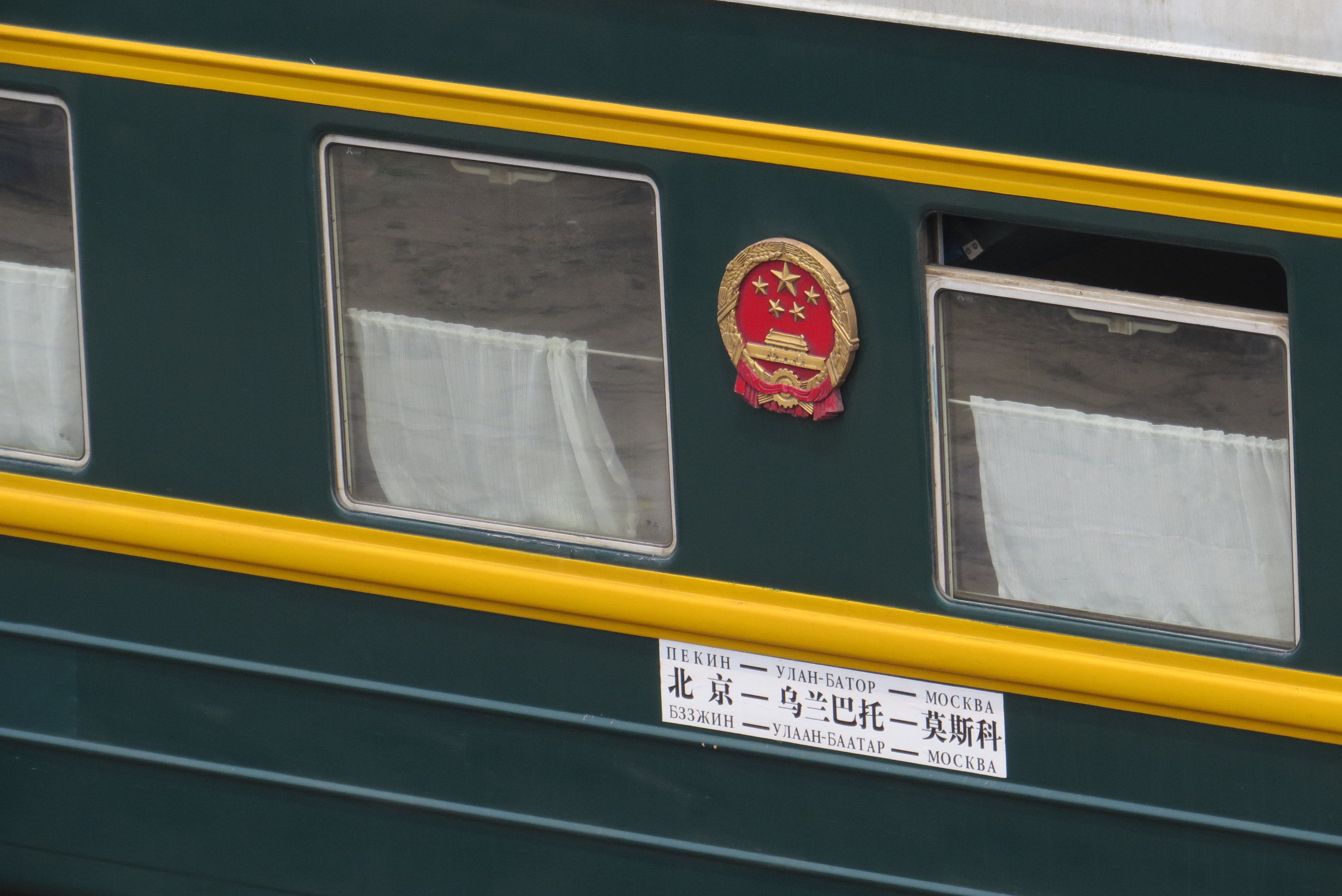
2015年，中国铁路担当的中蒙俄班列水牌

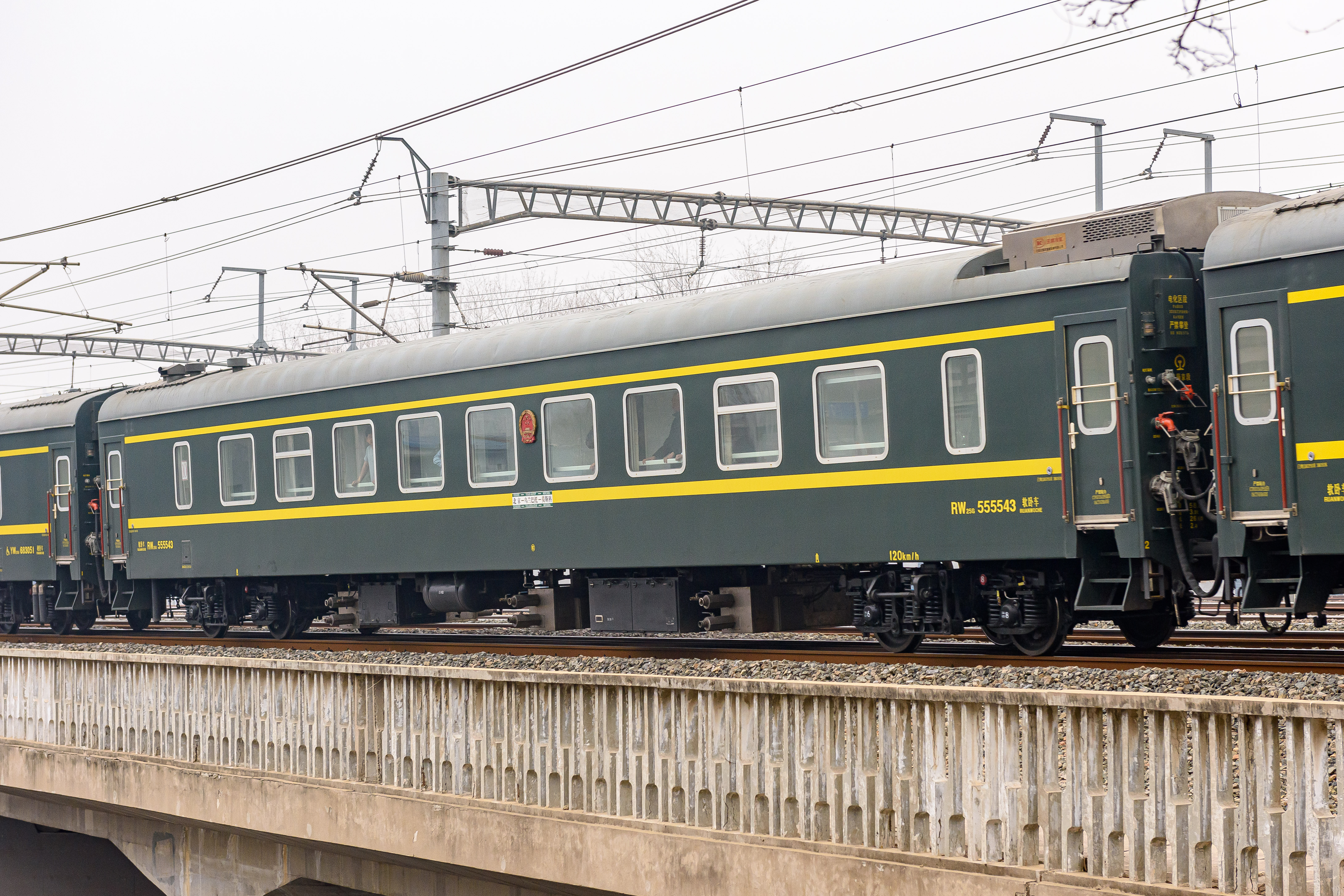
2025年3月11日完成试运行返京的K4次列车RW25G型高级软卧车厢

1958年7月28日，铁路合作组织关于协商国际联运旅客列车时刻表会议在波兰华沙举行，会议商定北京-莫斯科直通旅客列车自1959年夏季起经由蒙古国每周运行一班往返。1959年4月8日，中蒙苏铁路代表会议在苏联伊尔库茨克举行，就北京-乌兰巴托-莫斯科国际旅客列车的开行签订议定书，自1959年6月1日起生效。
1959年6月4日，北京-乌兰巴托-莫斯科国际旅客列车正式开行，车次确定为3/4次（中国境内）、1/2次（蒙古国境内）、7/8次（苏联境内），由苏联铁路提供车辆并担当乘务，列车出北京正阳门东站后经由京包铁路运行，在集宁站更换转向架。1960年5月24日，由中国铁路提供车辆并担当客运乘务的北京-乌兰巴托-莫斯科国际旅客列车开行，苏联铁路担当的列车停开。5月31日，首趟由中国铁路担当的国际联运列车抵达莫斯科雅罗斯拉夫火车站月台，以苏联交通部长马斯维切夫为首的苏联各界人士到车站迎接。开行之初，中国主要学习苏联的经验，照抄对方的作业程序、排班制度。早年乘坐这趟列车的大多是因公出差的政府官员、代表团，甚至是省部级以上的高级干部。车辆在库内检修时有公安人员把守。故而不少人把这趟车称作“神秘的东方列车”。
虽然1960年代至1980年代间中苏交恶，3/4次列车仍然没有停运，但之间曾发生多次冲突，例如1974年苏联克格勃在伊尔库茨克车站扣押4次列车上的中国驻苏联外交官关恒广。1963年9月7日，由北京铁路局担当乘务的3次列车在苏联边境纳乌什基站遭到苏联边防和海关人员的无理检查，并在9月8日驱逐全体中国列车乘务员和旅客。事发后，中国铁道部3次致电苏联交通部，要求对方采取措施，保证不再发生类似事件。9月16日，中国国务院总理周恩来、外交部长陈毅在北京人民大会堂接见全体列车乘务员，谴责苏联的无理行为。1965年10月12日，集二铁路由轨距1520毫米的宽轨改为1435毫米的标准轨，列车换装及换轮由集宁站改在二连站进行。中苏交恶期间及文化大革命时期，列车乘务员被要求不得擅自与外国旅客聊天，列车抵达境外车站时，不允许旅客下车拍照留念。中国列车员也怕犯政治错误，不敢和旅客合影，出境时除了《人民日报》不能携带其他报纸杂志。1983年6月1日，中蒙苏三方正式将列车车次统一为3/4次。
1991年苏联解体后，随着中俄关系快速发展和边贸热的兴起，往返于两国做生意的人员逐渐成为这趟列车的主要乘客，尤其是90年代初，坐车的大多是贩卖国际商品的商人（“倒爷”），客车变成了“货车”。2000年10月21日，中国铁路实施第三次大面积提速，3/4次列车等级变更为快速列车，车次使用K3/4次。2007年4月18日，中国铁路实施第六次大提速，K3/4次列车与K23/24次列车在北京至沙城间由京包铁路关沟段改经丰沙铁路运行。
2000年代后，K3/4次列车的旅客构成也发生了很大变化，现在从北京到莫斯科的旅客主要是中国旅行团和西方旅游者，为的是欣赏沿途的风光，旺季时常常爆满，一票难求。
2012年9月9日，青島四方機車車輛廠為K3/4次國際列車製造的3組國際聯運25G型客車下線，但因為多種條件（如:俄羅斯不允許加掛電源車，不给电源车加油，俄铁要求中铁购买和要求K19/20次列车车厢更换成61-4440型客车但遭到中铁拒绝等）而暂时無法投入營運，該車底后来用於中國鐵路擔當的K23/24次中蒙國際列車及旅遊列車。
2017年5月10日起，K3/4次列车取消软卧车，只有硬卧（四人一间，无空调）和高级软卧（两人一间，两个包厢合用一个洗脸间）两种可以选择。
2019年，俄罗斯铁路调整列车運行圖，列车车次在俄罗斯境内由原来的003/004次加上“З”后缀变更为003З/004З次，以分辨不同铁路局同车次数字的列车，该后缀此前因易与阿拉伯数字“3”混淆所以未被使用，由于本列车由为国际联运列车且由多铁路局担当，所以该后缀未配属任何铁路局。
2020年2月5日起，为配合2019新型冠状病毒疫情相关防疫工作，K3/4次列车暂时停运。
2025年2月25日至3月11日，K3/4次列车进行无乘客试运行。和疫情前不同，此趟列车由12节国际联运版25G型客车组成：包括一节软卧、两节高软、六节硬卧、一节行李车和两节发电车。

## 列车编组

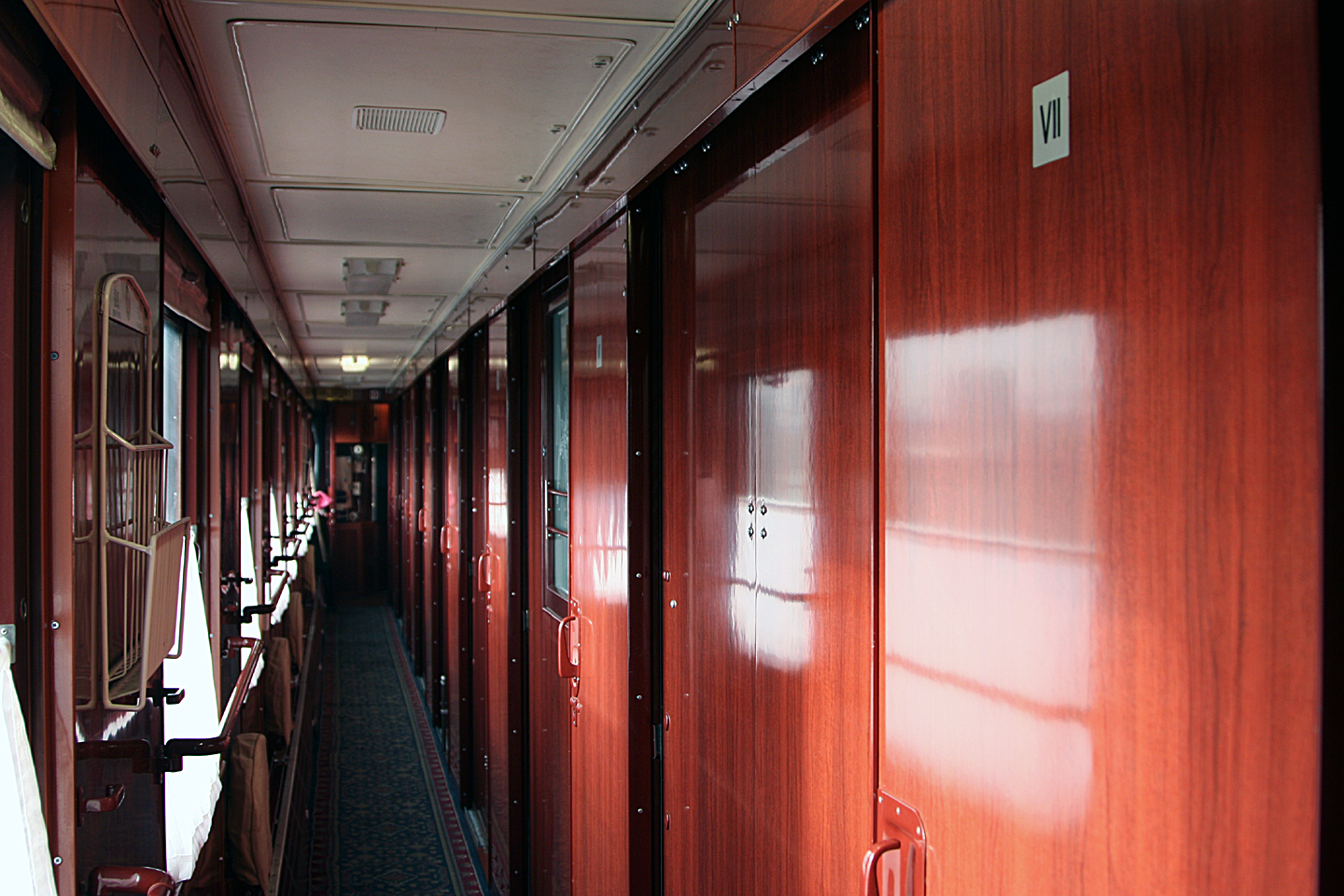
K3/4次列车高级软卧车内部

K3/4次列车使用的配属中国铁路北京局集团有限公司北京车辆段的中国铁路25G型客车（国际联运版），车厢内设有空调，供暖来自空调，但列车上也配备储煤间，当空调发电车上的柴油不足时，乘务员通过加煤保持供暖。由于途经蒙古、西伯利亚等特殊气候地带，列车一年中有8个月需要供暖，因此往返一趟需要大量的煤和柴油，以乘务员添加的煤量来计算，每趟列车上配备27名乘务员，平均每位乘务员往返一次需要消耗5-6吨煤，在不开空调情况下全程耗费柴油达到12吨。
跟原来只有19型客车才配备空调和洗澡间不同，现在全车均配备空调和洗澡间，旅客可以在车上洗澡，享受空调带来的舒适度。
在中国境内采取18节车厢编组，其中硬卧车11辆，高级软卧车2辆，空调发电车2辆，软卧车、餐车、行李车及各1辆，由北京客运段国际联运车队负责客运任务。国际联运列车的餐车为单独加挂，在入国境时编挂、出国境前解编，由各国各自负责境内路段，因此列车在二连会解编餐车及3辆硬卧车，国际联运列车的餐车为单独加挂，在入国境时编挂、出国境前解编，由各国各自负责境內路段。此外列车行经蒙古国及俄罗斯境内也会加挂该国餐车与卧铺车厢，在蒙古国与俄罗斯境内编组为16辆。
由于中国铁路采用轨距为1435毫米的标准铁轨，而蒙古国、俄罗斯两国则采用1520毫米的宽轨，铁轨宽窄不同，因此列车每次出入境均需要在中国的二连站换轮库更换转向架。整个过程一般是用起重设备将客车整列抬起，原转向架推出，再推进另一轨距的备用转向架。由于换轮和边防检查，列车在二连浩特需要停靠5个小时左右。乘客可以选择留在列车上观看换轮过程，也可以下车在二连站站房休息。
2025年3月，K3/4次車底換上中國中車青島四方新造的國際聯運25G進行不載客試運行，但由於路程較長以及俄羅斯方面不提供燃油予空調發電車的課題，因此在試運行期間加掛2節KD25G（空調發電車）以確保K3/4次列車供電充足，1節用於中國、蒙古國境內電源，另1節則用於俄羅斯境內電源。同时列车往返均在乌兰巴托给空调发电车加满油。
| 运行区段 | 北京↔二连  | 北京↔二连    | 北京↔二连    | 北京↔莫斯科      | 北京↔莫斯科  | 北京↔莫斯科  | 北京↔莫斯科  | 北京↔莫斯科      | 北京↔莫斯科  | 北京↔莫斯科  |
| 车厢编号 | 无         | 0            | 加1-加2      | 1-2              | 3            | 5-7          | 8            | 9-10             | 11           | 12-15        |
| 车型     | CA25G 餐车 | YW25G 硬卧车 | YW25G 硬卧车 | KD25G 空调发电车 | XL25G 行李车 | YW25G 硬卧车 | RW25G 软卧车 | RW25G 高级软卧车 | YW25G 硬卧车 | YW25G 硬卧车 |
| 配属     | 京局京段   | 京局京段     | 京局京段     | 京局京段         | 京局京段     | 京局京段     | 京局京段     | 京局京段         | 京局京段     | 京局京段     |

| 运行区段 | 扎门乌德↔苏赫巴托尔 | 扎门乌德↔苏赫巴托尔         | 纳乌什基↔莫斯科                | 纳乌什基↔莫斯科                |
| 车厢编号 | 无                  | 0                           | 无                             | 18 (K3), 3 (K4)                |
| 车型     | МЕСТ РЕСТОРАН 餐车  | МЕСТ-18 定員18人 高级软卧车 | МЕСТ РЕСТОРАН 餐车             | МЕСТ-36 定員36人 硬卧车        |
| 配属     | 乌兰巴托铁路局      | 乌兰巴托铁路局              | 莫斯科铁路局、东西伯利亚铁路局 | 莫斯科铁路局、东西伯利亚铁路局 |

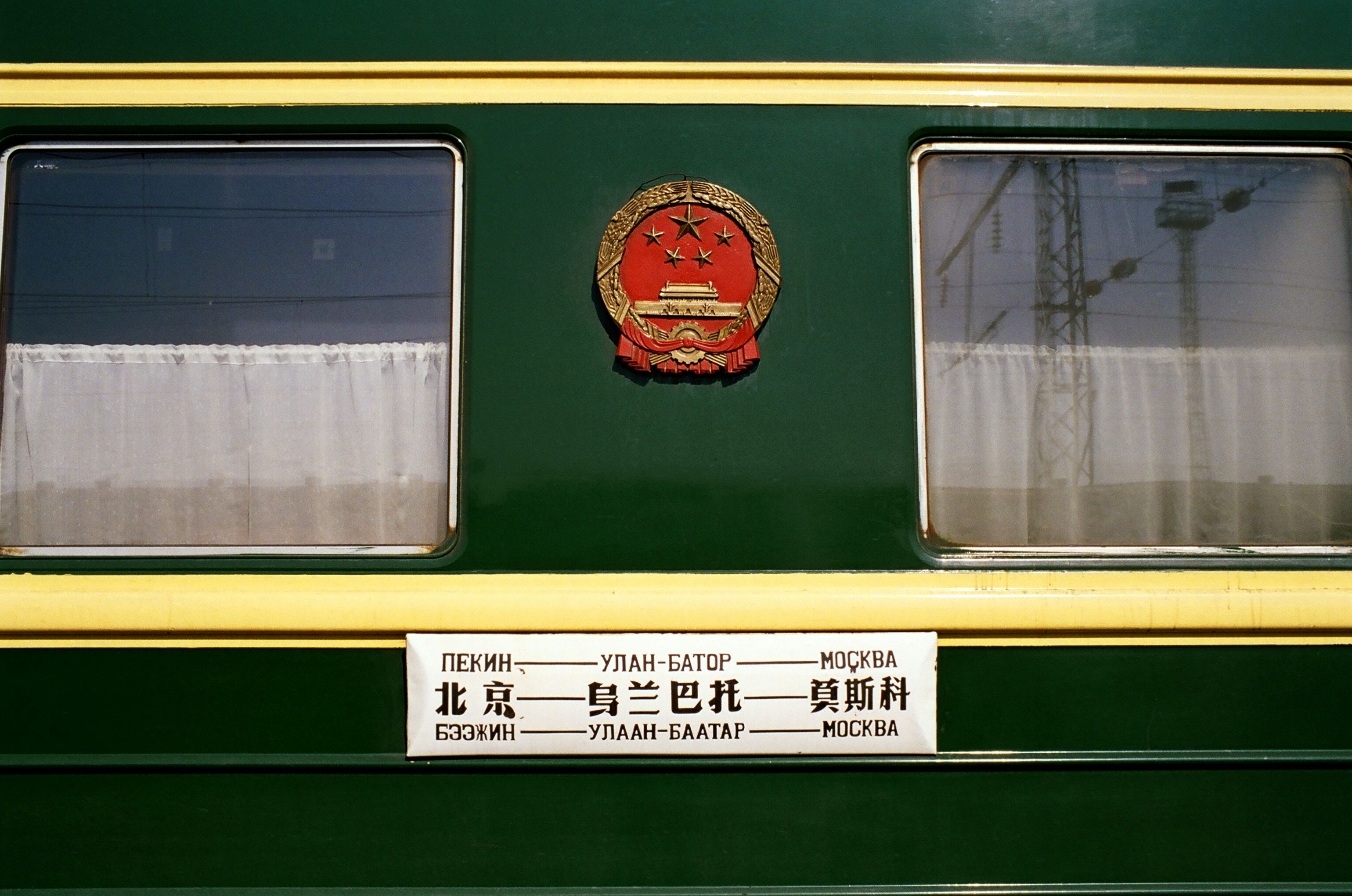
2006年的列车水牌
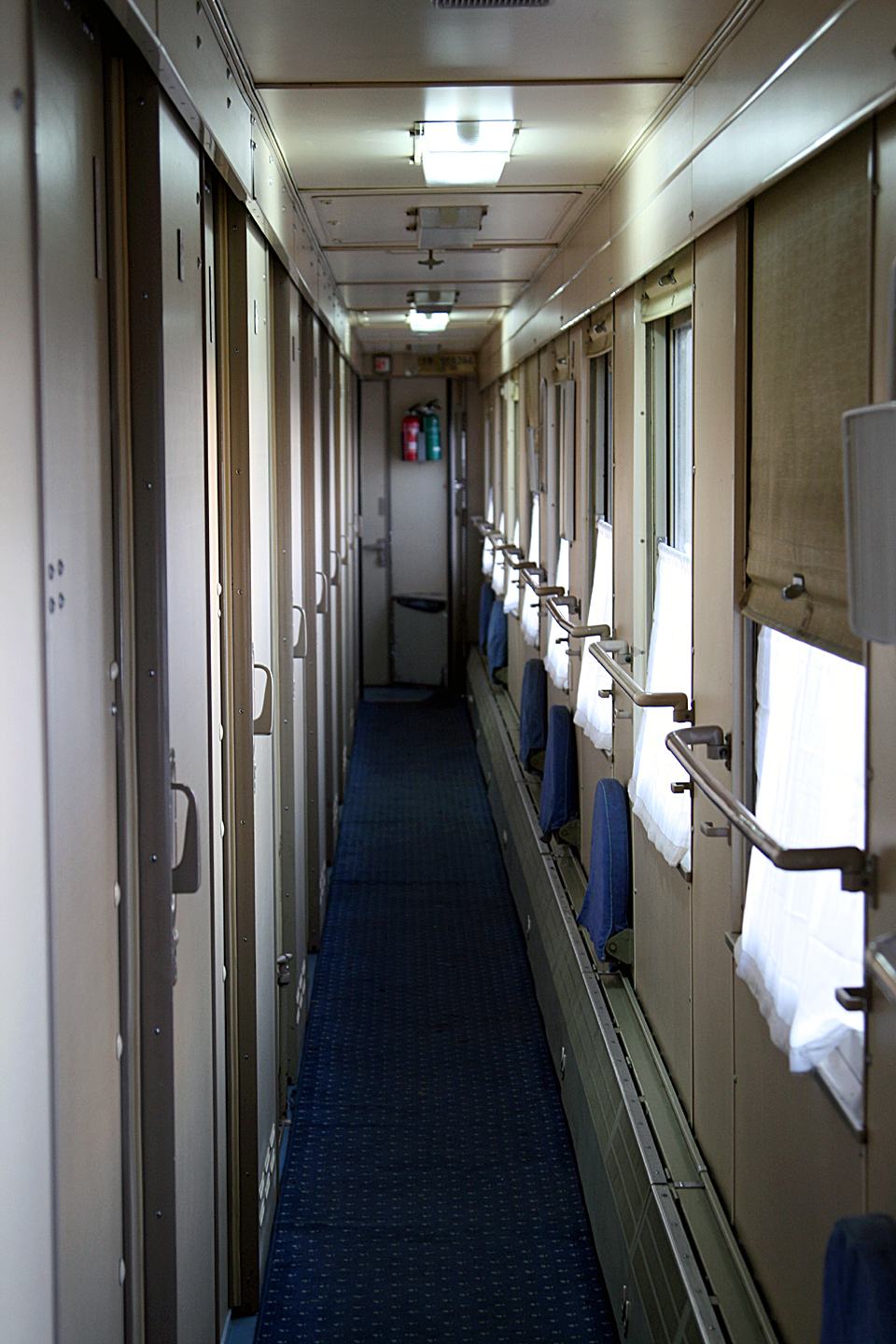
K3/4次列车硬卧车厢
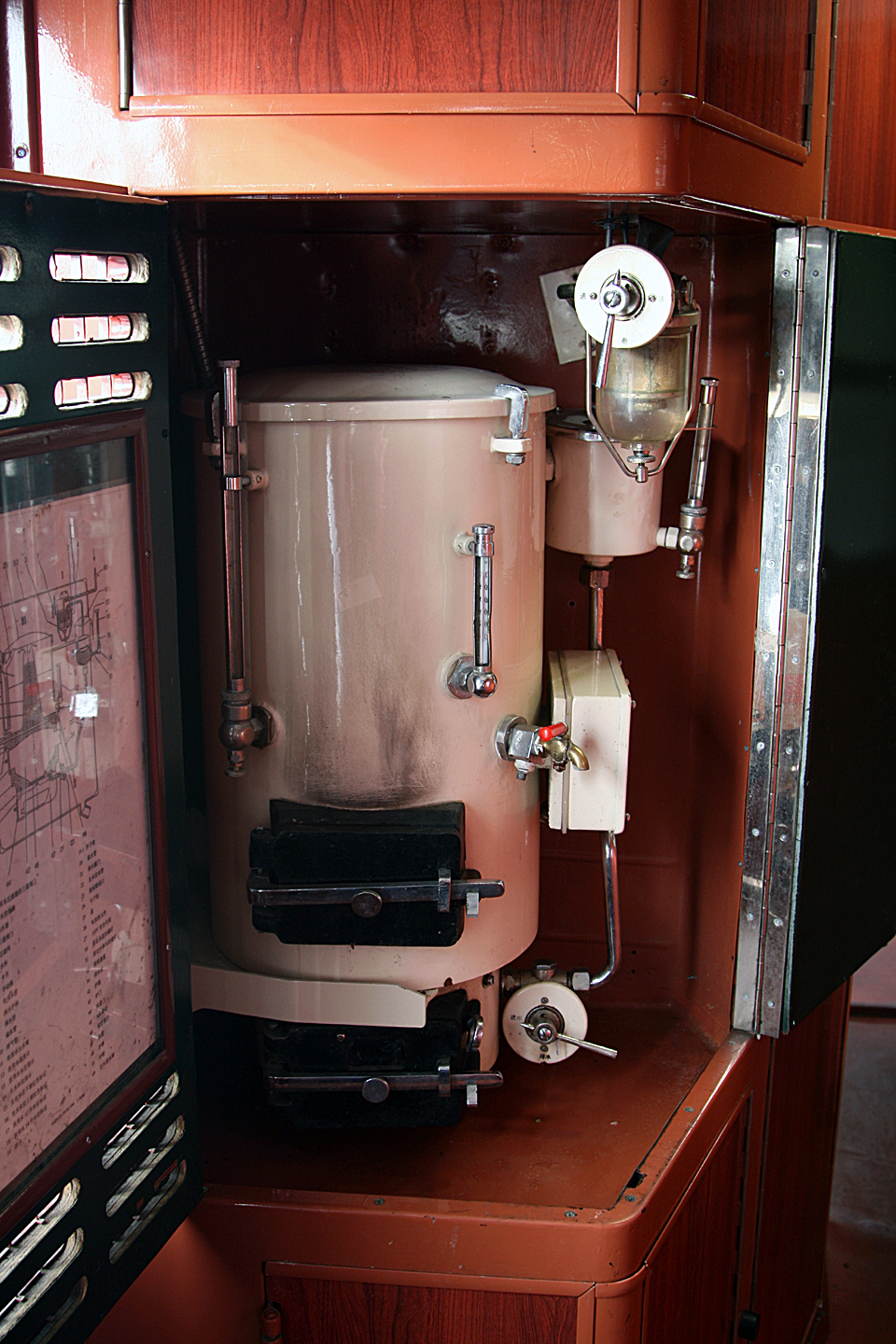
高级软卧车厢饮水机
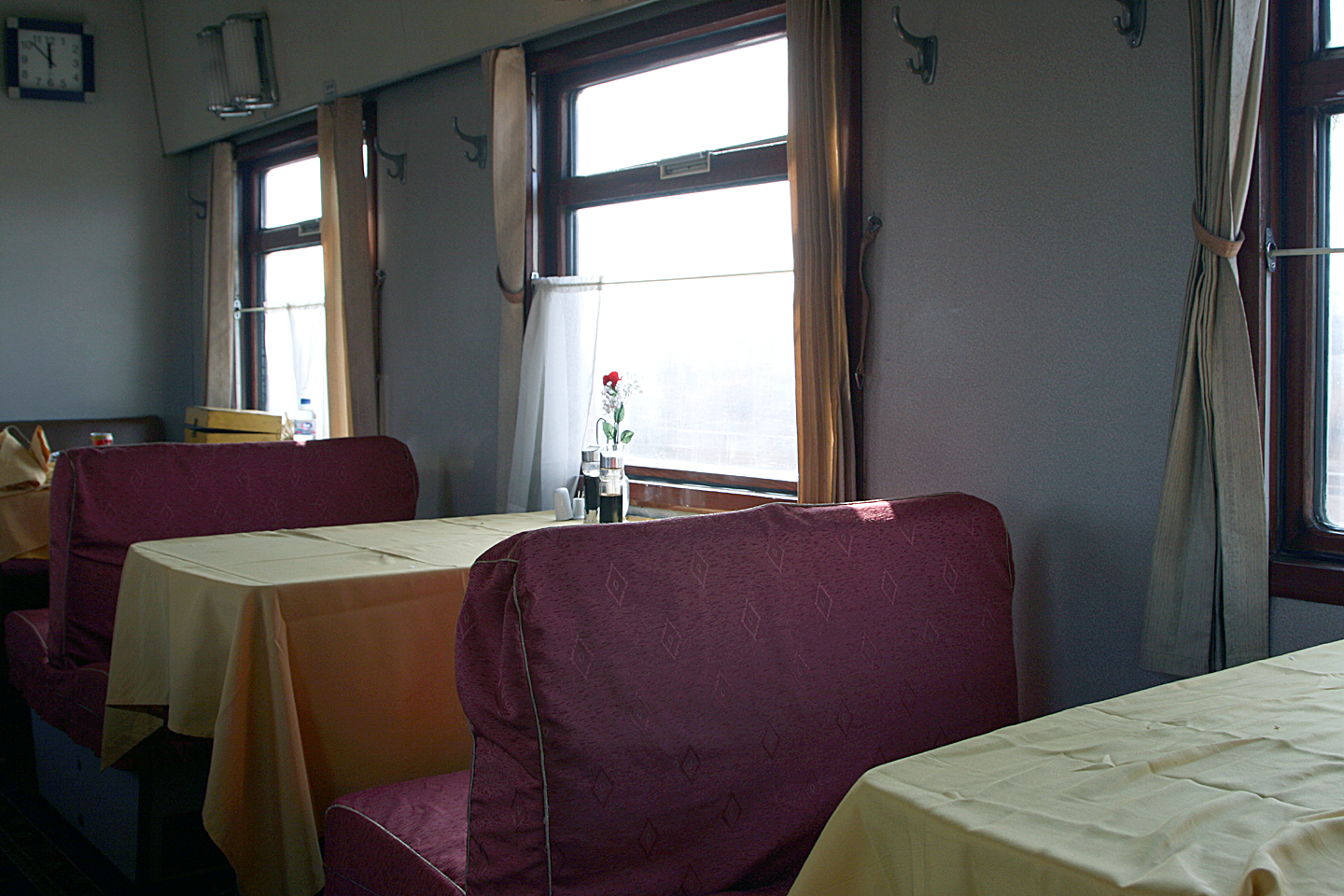
K3/4次列车餐车车厢
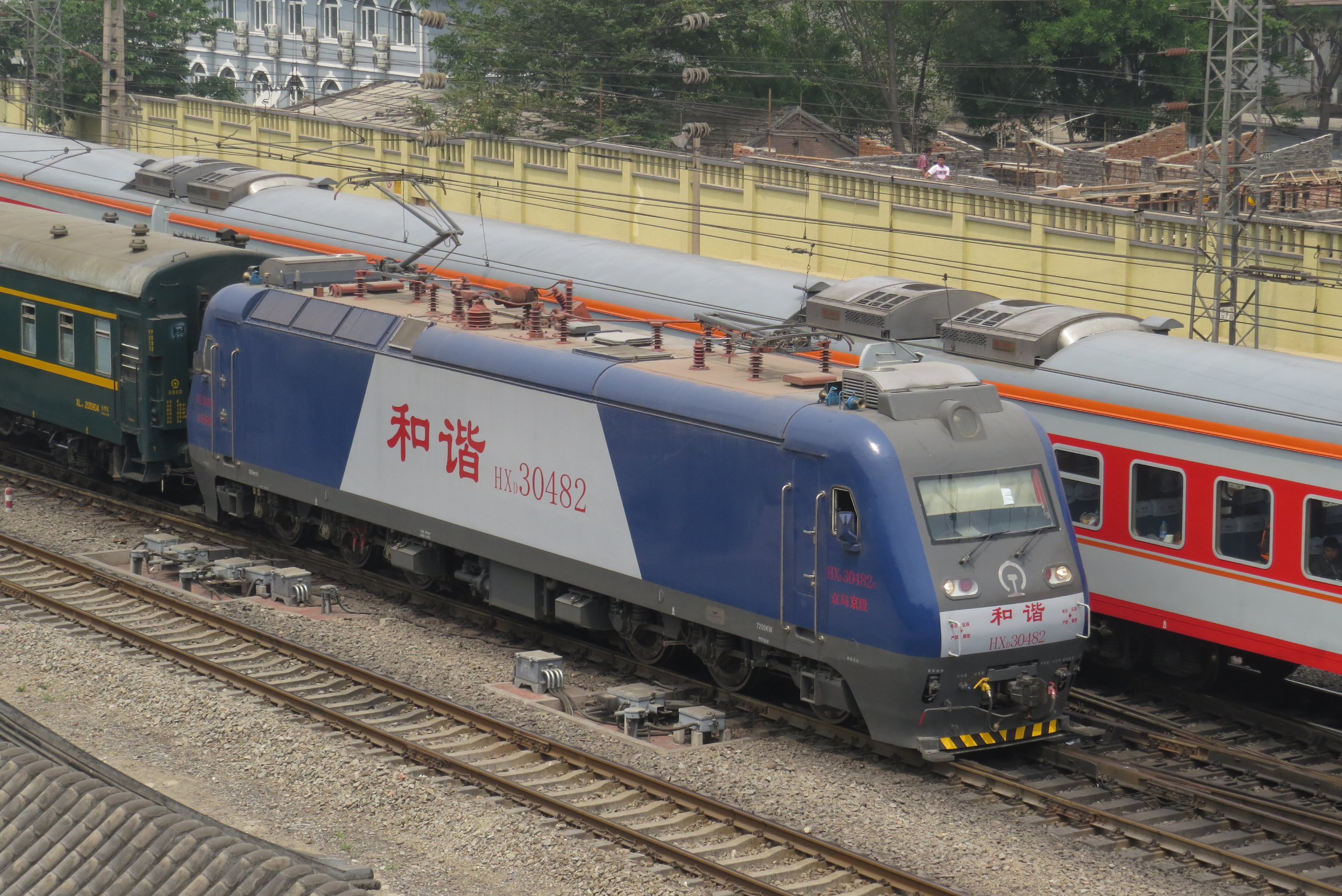
配属北京机务段的和谐3型电力机车第0482号牵引K3次列车
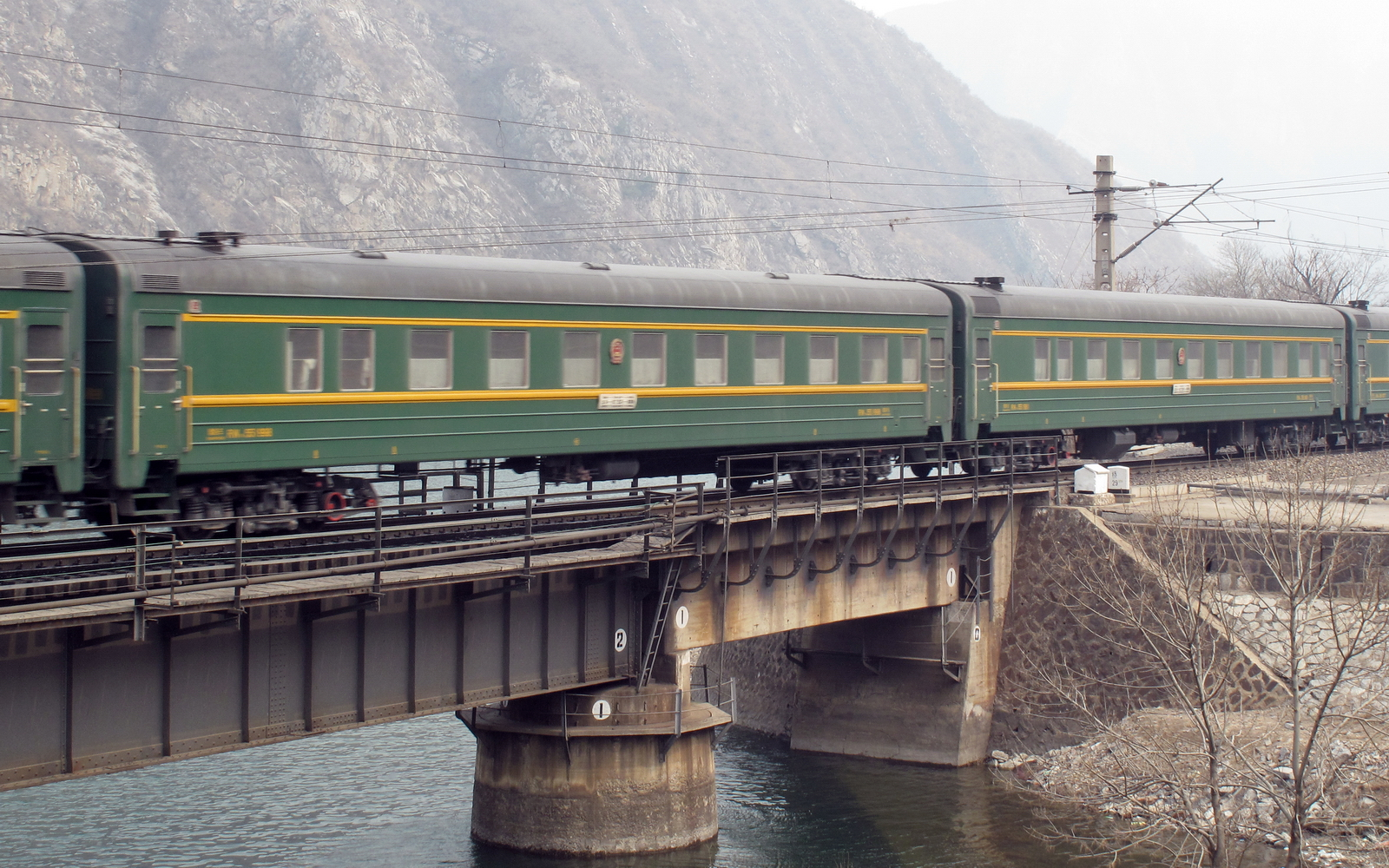
行走在丰沙铁路的K4次列车编组中的RW18型客车
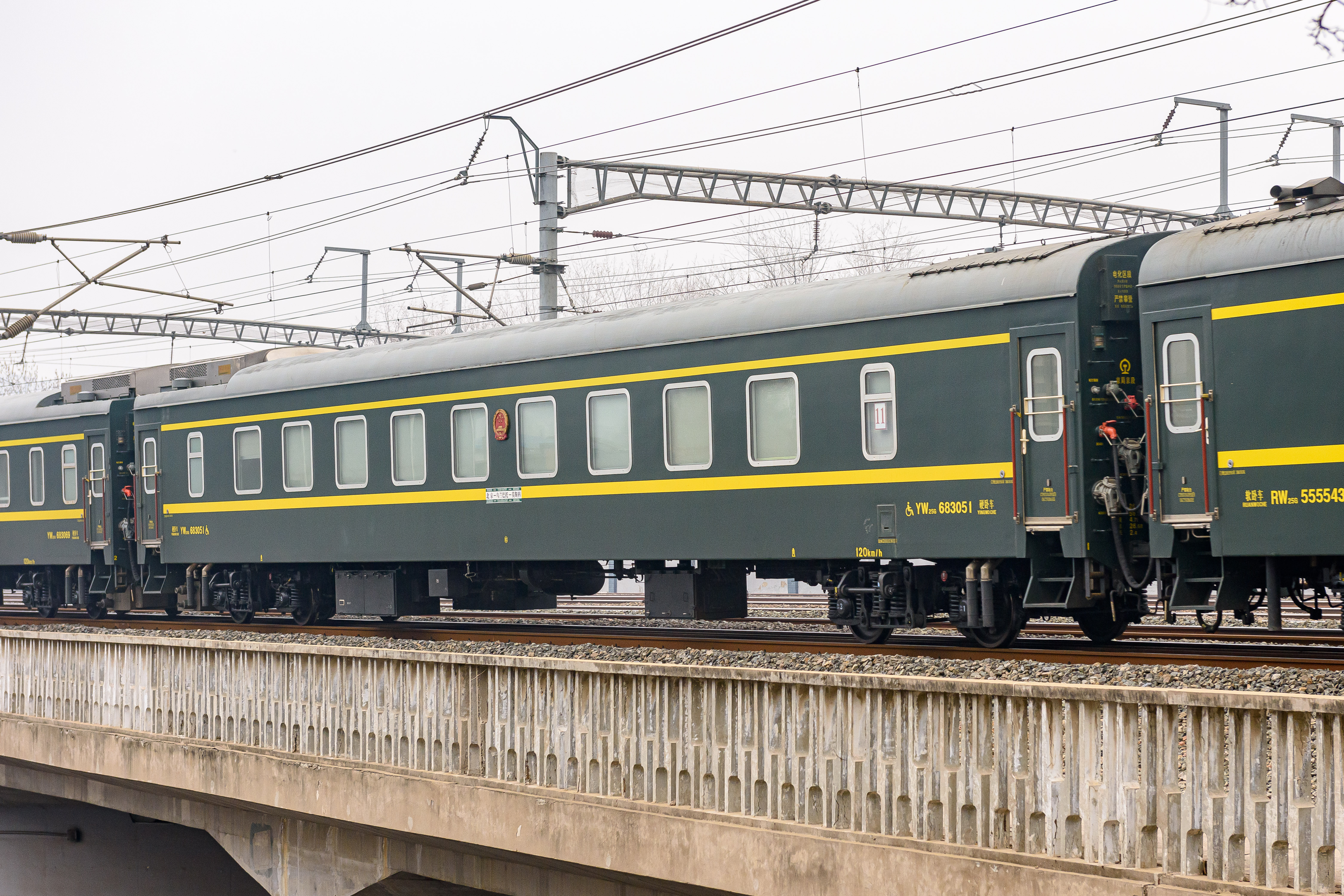
试运行K4次列车编组中的YW25G型硬卧车
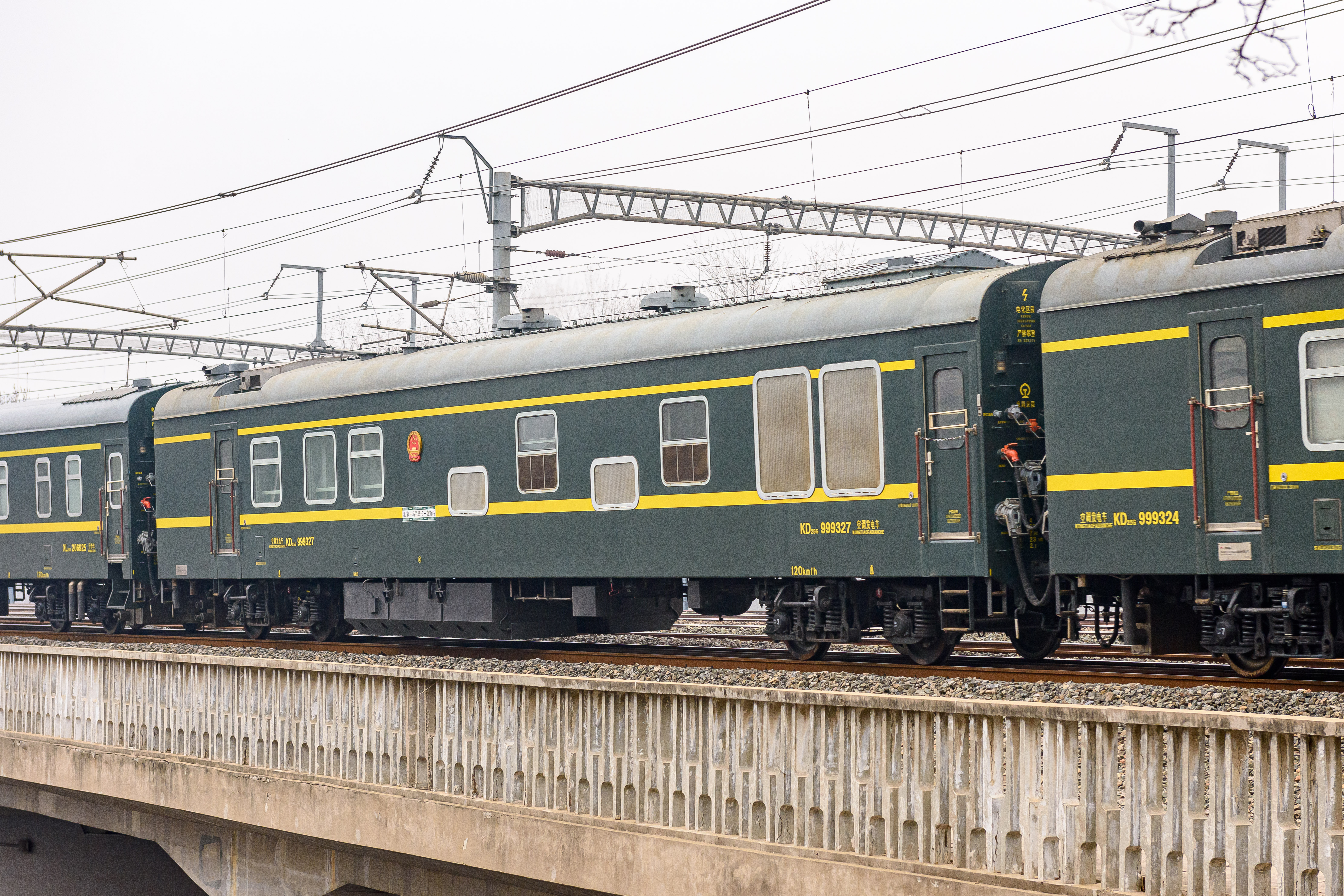
试运行K4次列车编组中的两辆KD25G型发电车之一
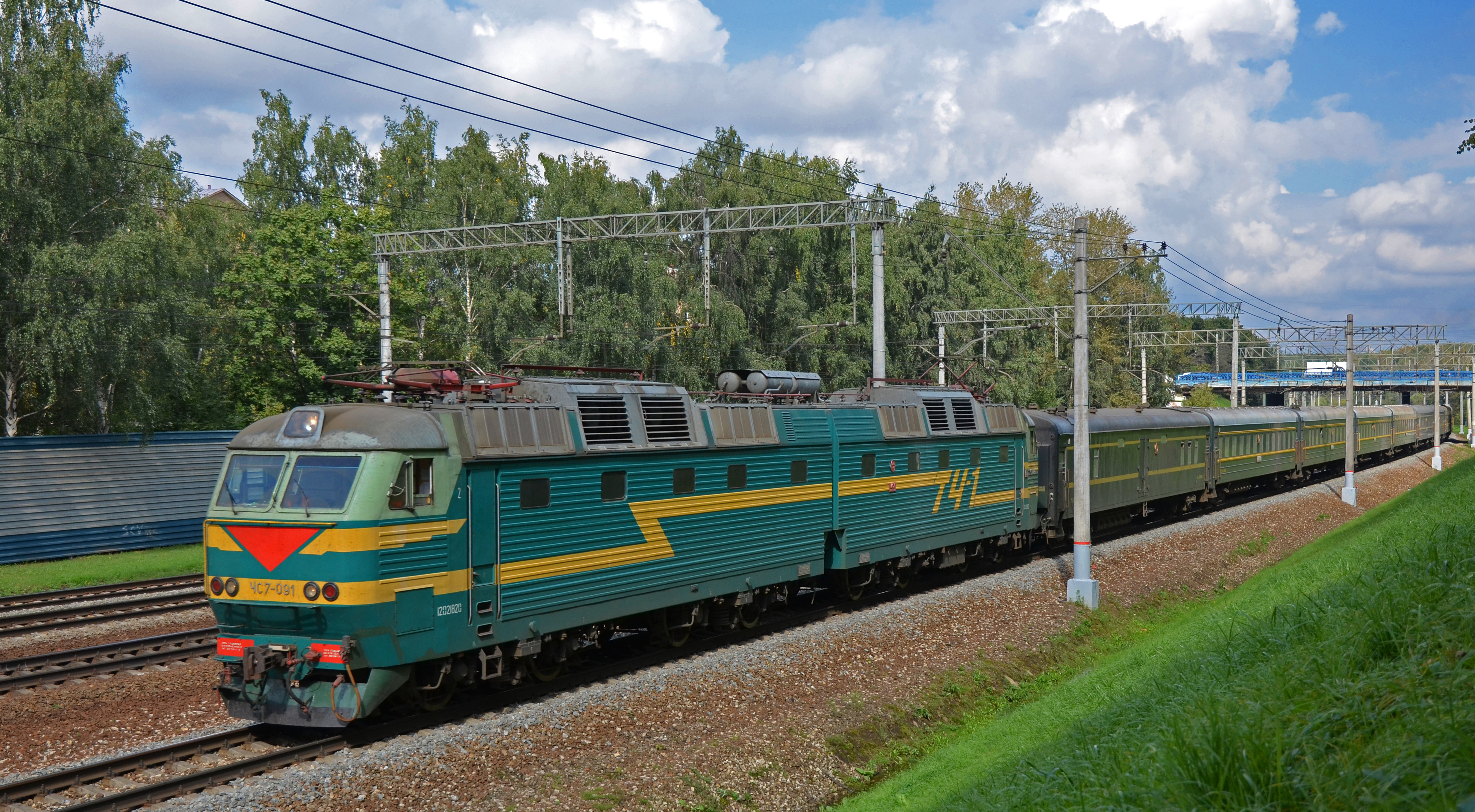
ChS7-091号机车牵引K3次列车
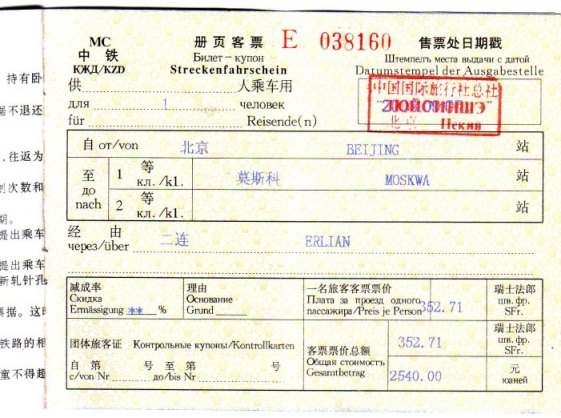
从北京到莫斯科的车票

## 机车交路
| 运行区段               | 北京↔集宁南                                       | 集宁南↔二连                        | 二连↔扎门乌德                 | 扎门乌德↔苏赫巴托尔                                | 苏赫巴托尔↔纳乌什基          | 纳乌什基↔乌兰乌德               | 乌兰乌德↔济马                | 济马↔马林斯克               | 马林斯克↔巴列集诺            | 巴列集诺↔弗拉基米尔           | 弗拉基米尔↔莫斯科                            |
| 本务机车 配属 司机更替 | 和谐3C型电力机车 京局京段 北京/集宁司机在大同轮乘 | 东风4D型柴油机车 呼局集段 集宁司机 | CKD4B型柴油机车 蒙铁 蒙铁司机 | 2M62MM型柴油机车、2TE116UM型柴油机车 蒙铁 蒙铁司机 | TEM2型柴油机车 俄铁 俄铁司机 | 2TE10MK型柴油机车 俄铁 俄铁司机 | EP1P型电力机车 俄铁 俄铁司机 | EP1型电力机车 俄铁 俄铁司机 | EP2K型电力机车 俄铁 俄铁司机 | ChS4T型电力机车 俄铁 俄铁司机 | ChS7型电力机车、EP2K型电力机车 俄铁 俄铁司机 |

注：为机车回库的需要，可能在乌兰巴托站或巴拉宾斯克站增加换挂一次

## 时刻表
- 注：中国与蒙古国无时差，莫斯科与中国/蒙古时差为5小时。[17]

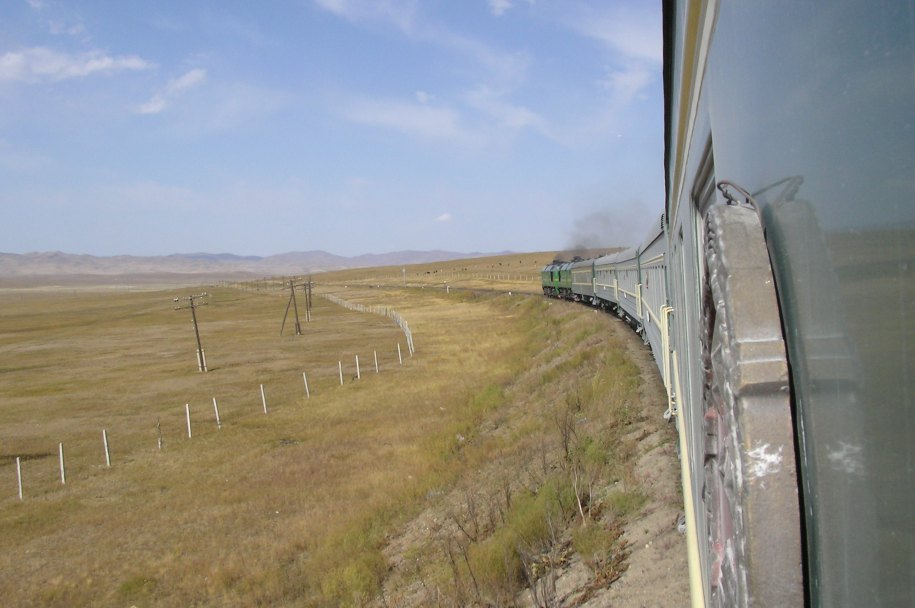
K3次列车运行于蒙古境内

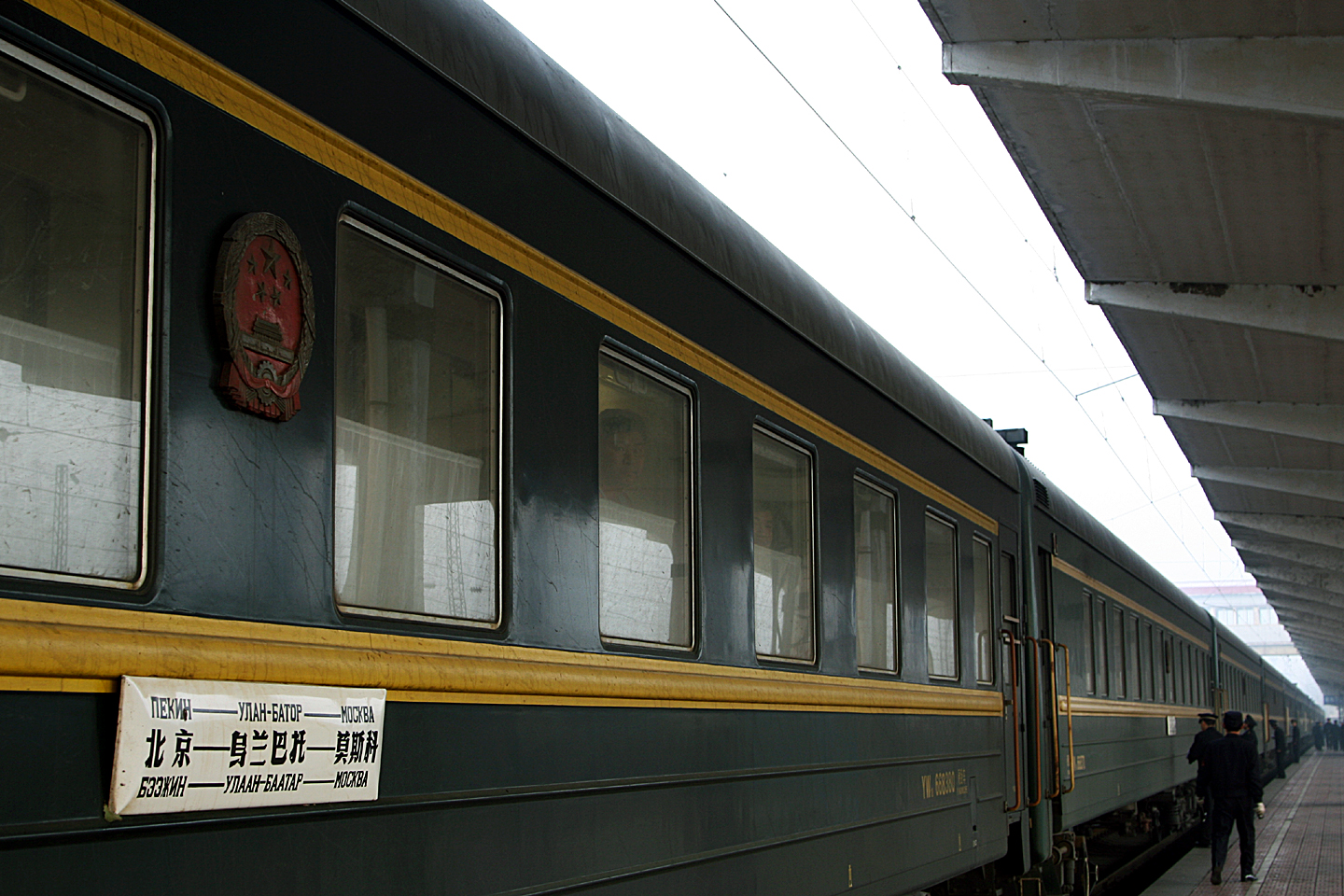
停靠于大同站的K4次列车

| K3次/003次/003З次                                                       | K3次/003次/003З次 | K3次/003次/003З次 | K3次/003次/003З次 | 停靠站           | 004З次/004次/K4次 | 004З次/004次/K4次 | 004З次/004次/K4次 | 004З次/004次/K4次 |
| 车次                                                                    | 天数              | 到点              | 开点              | 停靠站           | 到点              | 开点              | 天数              | 车次              |
| ----------------------------------------------------------------------- | ----------------- | ----------------- | ----------------- | ---------------- | ----------------- | ----------------- | ----------------- | ----------------- |
| K3                                                                      | 当天(星期三)      | —                 | 07:27             | 北京             | 14:35             | —                 | 第七天(星期一)    | K4                |
| K3                                                                      | 当天(星期三)      | 10:46             | 10:55             | 张家口           | 11:01             | 11:13             | 第七天(星期一)    | K4                |
| K3                                                                      | 当天(星期三)      | 15:27             | 15:43             | 集宁南           | 06:37             | 06:55             | 第七天(星期一)    | K4                |
| K3                                                                      | 当天(星期三)      | 18:03             | 18:05             | 朱日和           | 04:07             | 04:09             | 第七天(星期一)    | K4                |
| K3/003                                                                  | 当天(星期三)      | 20:18             | 00:59             | 二连             | 21:00             | 02:00             | 第六天(星期日)    | 004/K4            |
| ↑ 中国（北京时间 UTC+08:00） / 蒙古国（蒙古国标准时间 UTC+08:00） ↓     |                   |                   |                   |                  |                   |                   |                   |                   |
| 003                                                                     | 第二天(星期四)    | 01:25             | 02:40             | 扎门乌德         | 18:50             | 20:35             | 第六天(星期日)    | 004               |
| 003                                                                     | 第二天(星期四)    | 06:15             | 06:50             | 赛音山达         | 14:49             | 15:20             | 第六天(星期日)    | 004               |
| 003                                                                     | 第二天(星期四)    | 10:13             | 10:30             | 乔伊尔           | 11:22             | 11:37             | 第六天(星期日)    | 004               |
| 003                                                                     | 第二天(星期四)    | 14:35             | 15:22             | 乌兰巴托         | 06:50             | 07:30             | 第六天(星期日)    | 004               |
| 003                                                                     | 第二天(星期四)    | 17:59             | 18:14             | 宗哈拉           | 03:40             | 03:55             | 第六天(星期日)    | 004               |
| 003                                                                     | 第二天(星期四)    | 19:54             | 20:24             | 达尔汗           | 01:41             | 01:54             | 第六天(星期日)    | 004               |
| 003/003З                                                                | 第二天(星期四)    | 21:50             | 23:29             | 苏赫巴托尔       | 22:29             | 00:14             | 第五天(星期六)    | 004З/004          |
| ↑ 蒙古国（蒙古国标准时间 UTC+08:00） / 俄羅斯（莫斯科时间 UTC+03:00） ↓ |                   |                   |                   |                  |                   |                   |                   |                   |
| 003З                                                                    | 第二天(星期四)    | 19:14             | 21:04             | 纳乌什基         | 14:57             | 16:47             | 第五天(星期六)    | 004З              |
| 003З                                                                    | 第二天(星期四)    | 21:52             | 22:00             | 吉达             | 14:11             | 14:12             | 第五天(星期六)    | 004З              |
| 003З                                                                    | 第二天(星期四)    | 22:30             | 22:36             | 色楞杜马         | ↑                 | ↑                 | 第五天(星期六)    | 004З              |
| 003З                                                                    | 第三天(星期五)    | 01:34             | 01:49             | 梅德韦奇科沃     | ↑                 | ↑                 | 第五天(星期六)    | 004З              |
| 003З                                                                    | 第三天(星期五)    | 02:28             | 03:13             | 乌兰乌德         | 09:58             | 10:43             | 第五天(星期六)    | 004З              |
| 003З                                                                    | 第三天(星期五)    | 08:04             | 08:09             | 斯柳江卡         | 05:33             | 05:35             | 第五天(星期六)    | 004З              |
| 003З                                                                    | 第三天(星期五)    | 10:13             | 10:47             | 伊尔库茨克       | 02:43             | 03:06             | 第五天(星期六)    | 004З              |
| 003З                                                                    | 第三天(星期五)    | 11:01             | 11:03             | 伊尔库茨克编组站 | 02:27             | 02:29             | 第五天(星期六)    | 003З              |
| 003З                                                                    | 第三天(星期五)    | 11:40             | 11:42             | 安加尔斯克       | 01:53             | 01:55             | 第五天(星期六)    | 004З              |
| 003З                                                                    | 第三天(星期五)    | 12:06             | 12:08             | 西伯利亚乌索利耶 | 01:28             | 01:30             | 第五天(星期六)    | 004З              |
| 003З                                                                    | 第三天(星期五)    | 13:00             | 13:02             | 切列姆霍沃       | 00:37             | 00:39             | 第五天(星期六)    | 004З              |
| 003З                                                                    | 第三天(星期五)    | 14:48             | 15:10             | 济马             | 22:31             | 22:53             | 第四天(星期五)    | 004З              |
| 003З                                                                    | 第三天(星期五)    | 17:03             | 17:05             | 图伦             | 20:34             | 20:36             | 第四天(星期五)    | 004З              |
| 003З                                                                    | 第三天(星期五)    | 18:42             | 18:55             | 下乌金斯克       | 18:45             | 18:58             | 第四天(星期五)    | 004З              |
| 003З                                                                    | 第三天(星期五)    | 21:28             | 21:30             | 泰舍特           | 16:10             | 16:12             | 第四天(星期五)    | 004З              |
| 003З                                                                    | 第三天(星期五)    | 23:29             | 23:51             | 伊兰斯基         | 13:51             | 14:13             | 第四天(星期五)    | 004З              |
| 003З                                                                    | 第四天(星期六)    | 00:21             | 00:23             | 坎斯克           | 13:18             | 13:20             | 第四天(星期五)    | 004З              |
| 003З                                                                    | 第四天(星期六)    | 03:58             | 04:19             | 克拉斯诺亚尔斯克 | 09:17             | 09:38             | 第四天(星期五)    | 004З              |
| 003З                                                                    | 第四天(星期六)    | 07:07             | 07:09             | 阿钦斯克         | 06:23             | 06:25             | 第四天(星期五)    | 004З              |
| 003З                                                                    | 第四天(星期六)    | 08:08             | 08:09             | 波戈托尔         | 05:26             | 05:27             | 第四天(星期五)    | 004З              |
| 003З                                                                    | 第四天(星期六)    | 09:53             | 10:27             | 马林斯克         | 03:12             | 03:46             | 第四天(星期五)    | 004З              |
| 003З                                                                    | 第四天(星期六)    | 12:23             | 12:25             | 泰加             | 01:00             | 01:03             | 第四天(星期五)    | 004З              |
| 003З                                                                    | 第四天(星期六)    | 13:26             | 13:28             | 尤尔加           | 23:57             | 23:59             | 第三天(星期四)    | 004З              |
| 003З                                                                    | 第四天(星期六)    | 15:39             | 15:57             | 新西伯利亚       | 21:28             | 21:46             | 第三天(星期四)    | 004З              |
| 003З                                                                    | 第四天(星期六)    | 19:18             | 19:48             | 巴拉宾斯克       | 17:46             | 18:16             | 第三天(星期四)    | 004З              |
| 003З                                                                    | 第四天(星期六)    | 23:29             | 23:45             | 鄂木斯克         | 13:44             | 14:00             | 第三天(星期四)    | 004З              |
| 003З                                                                    | 第五天(星期日)    | 02:50             | 03:05             | 伊希姆           | 10:19             | 10:34             | 第三天(星期四)    | 004З              |
| 003З                                                                    | 第五天(星期日)    | 06:34             | 06:55             | 秋明             | 06:15             | 06:35             | 第三天(星期四)    | 004З              |
| 003З                                                                    | 第五天(星期日)    | 11:36             | 12:04             | 叶卡捷琳堡       | 01:12             | 01:40             | 第三天(星期四)    | 004З              |
| 003З                                                                    | 第五天(星期日)    | 17:28             | 17:48             | 彼尔姆           | 19:42             | 20:02             | 第二天(星期三)    | 004З              |
| 003З                                                                    | 第五天(星期日)    | 21:21             | 21:47             | 巴列济诺         | 15:52             | 16:18             | 第二天(星期三)    | 004З              |
| 003З                                                                    | 第六天(星期一)    | 01:00             | 01:15             | 基洛夫           | 11:55             | 12:10             | 第二天(星期三)    | 004З              |
| 003З                                                                    | 第六天(星期一)    | 05:44             | 05:46             | 谢苗诺夫         | 06:39             | 06:41             | 第二天(星期三)    | 004З              |
| 003З                                                                    | 第六天(星期一)    | 06:48             | 07:00             | 下诺夫哥罗德     | 05:37             | 05:49             | 第二天(星期三)    | 004З              |
| 003З                                                                    | 第六天(星期一)    | 10:36             | 11:06             | 弗拉基米尔       | 02:26             | 02:52             | 第二天(星期三)    | 004З              |
| 003З                                                                    | 第六天(星期一)    | 13:58             | —                 | 莫斯科           | —                 | 23:45             | 当天(星期二)      | 004З              |

## 罪案
1990年代初，经历政治巨变的俄罗斯对生活物资的大量需求让中国人找到了商机，不少有热衷经商的中国人都走上了倒卖小商品的淘金路。由于当时还没有发货渠道，只能通过火车自己带货。3/4次列车是北京通往莫斯科的最便捷陆路通道，于是，原本列车员比乘客多的这趟列车变成了流动的货摊。当列车进入俄罗斯境内，只要一停车，中国人就站在车窗口卖货，经常是车还没到莫斯科，货便已售罄。当时带货的人和偷渡者身上都带有大量美元，这便吸引了不法分子的注意，1992年开始出现了偷窃行为，到了1993年初就变成了抢劫。
1993年5月26日，中国乘警於3次列车出境后依法下车，而蒙古国与俄罗斯却没有安排警察上车值守。一伙劫匪因此从几间包房里窜出，闯进列车包厢，向乘客索要护照、钱财，并将受害人捆绑起来毒打搜身，历时十多个小时，劫匪们抢得美元2600多元，人民币2000多元，金戒指4枚。在随后共6天6夜的行程裡，这趟列车先后被四伙匪徒洗劫，20多名中国旅客遭到劫持，3名妇女被强奸、轮奸，多人被打伤、刺伤。据警方后来的核实，被抢劫的金额达7000多美元，这便是轰动一时的“中俄列车大劫案”。
劫案发生后，中国驻俄罗斯大使馆以密函形式上报中共中央，公安部迅速成立了中俄列车劫案专案组，在俄罗斯和中国境内开始了大规模的侦破搜捕，到1994年一共拘捕102人，也有漏网之鱼逃窜到第三国。该案件的最后三名网上通缉犯于2011年全部落网。
2012年1月10日，主犯邵迅在北京铁路运输中级法院的法庭接受审判。 

## 事故
1984年10月29日，4次国际联运列车经由京包铁路运行至土木站内无人看守道口处，由于一辆拖拉机抢道，列车停车不及与拖拉机相撞，事故造成拖拉机上4人死亡，列车机后3至10位车辆脱轨，中断京包铁路正线行车40小时08分，直接经济损失293万元人民币。因这次事故涉及国际联运列车，中国政府对此十分重视，不久之后铁道部、交通部、公安部联合发布了《铁路道口通行规定》，要求加强国际列车通过沿线道口的安全管理。

## 流行文化
原定于2020年春节上映的中国喜剧电影《囧妈》，讲述了由徐峥饰演的徐伊万与母亲搭乘K3次列车，在前往莫斯科的路上发生的有趣故事。该电影因2019冠状病毒病疫情影响而撤档（改为在网络平台播放），而K3/4次列车不久后亦因同一原因暂停营运。

## 票务
列车固定票价，不随汇率浮动。
北京的售票处（中国国旅国际列车售票中心）在北京市东城区东单北大街1号国旅大厦12楼。最多提前45天预定，订金每张票100元人民币，购买国际列车需要50元手续费，预定时不需要提供护照号。按照预定时的《国际旅客订票单》（RESERVATION SHEET）上要求的日期（开车前的7、8天）去付现金全款同时提供护照号。 订票与买票均可由他人代办。
| 站名             | 站名             | 票价（元）（含手续费） | 票价（元）（含手续费） |
|                  |                  | 高包                   | 硬卧                   |
| 北京             |                  |                        |                        |
| 扎门乌德         | 扎门乌德         | 1154                   | 709                    |
| 乌兰巴托         | 乌兰巴托         | 2041                   | 1310                   |
| 苏赫巴托尔       | 苏赫巴托尔       | 2380                   | 1499                   |
| 纳乌什基         | 纳乌什基         | 2398                   | 1511                   |
| 乌兰乌德         | 乌兰乌德         | 2849                   | 1793                   |
| 伊尔库茨克       | 伊尔库茨克       | 3361                   | 2139                   |
| 克拉斯诺亚尔斯克 | 克拉斯诺亚尔斯克 | 4042                   | 2551                   |
| 新西伯利亚       | 新西伯利亚       | 4470                   | 2799                   |
| 鄂木斯克         | 鄂木斯克         | 4770                   | 2985                   |
| 秋明             | 秋明             | 5077                   | 3173                   |
| 叶卡捷琳堡       | 叶卡捷琳堡       | 5245                   | 3285                   |
| 彼尔姆           | 彼尔姆           | 5469                   | 3418                   |
| 莫斯科           | 莫斯科           | 6080                   | 3793                   |

## 参看
- K19/20次列车
- K23/24次列车
- 蒙古纵贯铁路
- 长距离列车列表